# Fakira (Saptari)
Fakira – gaun wikas samiti we wschodniej części Nepalu w strefie Sagarmatha w dystrykcie Saptari. Według nepalskiego spisu powszechnego z 2001 roku liczył on 718 gospodarstw domowych i 4614 mieszkańców (2277 kobiet i 2337 mężczyzn).